# خوتشمیرووو
خوتشمیرووو (به لهستانی:  Choćmirowo) یک روستا در لهستان است که در گمینا گوووچتسه واقع شده‌است. خوتشمیرووو ۴۱ نفر جمعیت دارد.